# Золотая сицилийская булла
Золотая сицилийская булла (чеш. Zlatá bula sicilská, лат. Bulla Aurea Siciliæ) — три документа, представляющие собой единое целое, данные 26 сентября 1212 года в Базеле римским (германским) королём Фридрихом II Гогенштауфеном (будущим императором Священной Римской империи) королю Чехии Пржемыслу Отакару I, которые подтвердили его королевское звание и установили его наследственность, а также даровали ряд привилегий. Название получила из-за того, что документы были скреплены золотой печатью короля Сицилии с изображением быка (лат. bula). Долгое время была известна под названием «Базельские привилегии».

## История создания документа
Уже один из предков Пржемысла Отакара I, Вратислав II (1035—1092), был 15 июня 1085 года коронован как чешский король в Праге трирским архиепископом Эгильбертом. Однако этот титул не был наследственным. Только внук Вратислава, Владислав II (около 1110 — 1174) в 1158 году получил королевский титул, но тот опять таки был личным.
15 августа 1198 года по решению Филиппа Швабского, сын Владислава II Пржемысл Отакар I, который поддержал Филиппа в борьбе за имперскую корону, был коронован в Майнце как король Чехии. По этому случаю Чехии был дан ряд привилегий. Сам документ, в котором были записаны привилегии, не сохранился, но его отголоски можно найти в Золотой сицилийской булле. Согласно полученным привилегиям, власть короля в Чехии стала наследственной. Кроме того, за королём закреплялось также право светской инвеституры на назначение чешских епископов.
Позже, умело используя борьбу за титул императора Священной Римской империи между Вельфами и Гогенштауфенами, ему удалось расширить свои привилегии. В 1211 году Пржемысл Отакар в числе нескольких имперских князей возглавил коалицию, которая восстала против императора Оттона IV Брауншвейгского, опираясь на авторитет папы и короля Франции Филиппа II Августа. В итоге королём Германии на собрании князей в Нюрнберге был выбран король Сицилии Фридрих II Гогенштауфен. В начале 1212 года он прибыл в империю, где количество его сторонников постепенно возрастало. Во время этого путешествия он стал вознаграждать наиболее преданных сторонников, в число которых вошли и Пржемысл Отакар со своим братом, маркграфом Моравии Владиславом Генрихом.
26 сентября 1212 года в Базеле Фридрих II выдал Пржемыслу Отакару I и Владиславу Генриху три документа, которые были скреплены золотой печатью короля Сицилии с изображением быка (лат. bula). Из-за этой печати эти документы вошли в историю как «Золотая сицилийская булла». Само это название могло возникнуть во времена Первой Чехословацкой республики.
Поскольку в империи в те времена не существовало особой печати, Фридрих II использовал для издаваемых им документов личную печать. Все эти документы дополняют друг друга, по сути представляя собой единое целое. По мнению некоторых чешских историков, черновой вариант буллы был создан в Чехии, однако он не сохранился. Во всех трёх документах Фридрих II указан с титулами «король Сицилии» (лат. rex Sicilie) и «избранный римский император» (лат. Romanorum imperator Electus). При этом он в это время ещё не был императором, поэтому историк М. Вихода указывает, что правильнее было бы переводить его титул как «будущий император».

## Содержание документа

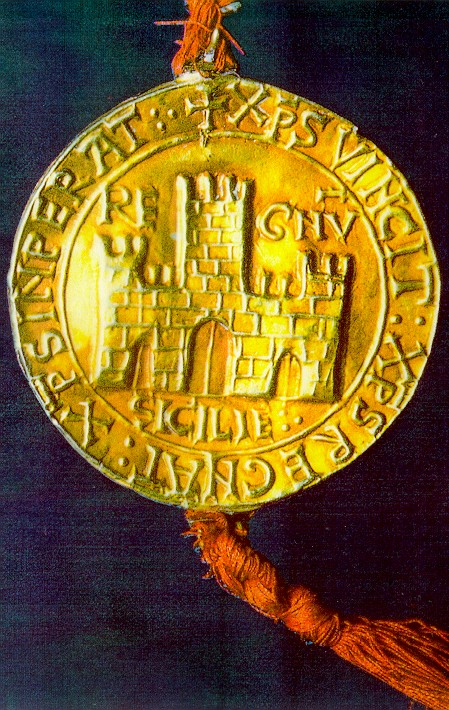
Золотая печать Фридриха II как короля Сицилии, давшая название документу

На титульном листе буллы написано на латыни: «Fredericus divina favente clementia Romanorum imperator electus et semper augustus, rex Sicilie, ducatus Apulie et principatus Capue».
Золотая сицилийская булла, в первую очередь, регулировала положение чешского короля, чешского государства и Священной Римской империи. Кроме того, Пржемысл Отакар получил подтверждение привилегий, дарованных ранее по грамотам Филиппа Швабского и Оттона Брауншвейгского: королевского титула для себя и для своего потомства; подтверждение свободного выбора королей Чехии, а также право светской инвеституры епископов Праги и Оломоуца; в булле также подтверждалась неизменность внешней границы чешского королевства (без конкретики). За королями Чехии закреплялся статус имперских князей и звание чашников империи, при этом король был обязан являться только на те императорские рейхстаги, которые проходили в городах Бамберг, Нюрнберг и Мерзебург, причём приглашение на них должно быть послано не позднее, чем за 6 недель до их начала. Король Чехии был обязан выставлять 300 всадников для «римских походов», однако король имел право вместо этого заплатить 300 гривен серебра. 
Согласно второму документу, Фридрих II передал Пржемыслу Отакару ряд владений в Мейсенской марке  в качестве компенсации за понесённый урон в войне против Оттона Брауншвейгского. 
Брат Пржемысла Отакара, Владислав Генрих, который был маркграфом Моравии, согласно третьему документу, получил загадочную «Mocran et Mocran». По мнению историков, это либо какой-то имперский лен неизвестного местонахождения (Рудольф Кос предполагал, что это могут быть поместья под Магдебургом), либо искажение название «Моравия и Моравия». Если правильнее второе предположение, и таким образом Владислав Генрих, как и брат, получил подтверждение своих владений. В результате империя подтверждала соглашение между братьями, по которому моравский маркграф получил и «вторую Моравию» — Оломоуцкое княжество.

## Значимость буллы
Золотая сицилийская булла считается важным учредительным документом чешского королевства и регулировала его отношение со Священной Римской империей. Её создание отражает возросший престиж чешских правителей, а также то растущее влияние, которое они приобрели в Центральной Европе в XIII веке. Чешские историки XIX — начала XX века рассматривали 1212 год как поворотный момент, когда благодаря Золотой сицилийской булле Прежемыслу Отакару I удалось получить для чешских земель статус наследственной монархии и широкую юридическую независимость. Позже подобная интерпретация нашла своё отражение в учебниках и общественном сознании. Золотая сицилийская булла также служила свидетельством права чешского народа на собственное государство. Однако, по мнению современных историков, её выдающаяся роль в построении чешской монархии преувеличена.
Как отмечает историк М. Вихода, Золотая сицилийская булла, похоже, не играла большой роли для чешских королей из династии Пржемысловичей в XIII веке. Этот документ не упоминается в так называемой Ульмской золотой булле 1216 года, в которой Фридрих II подтвердил наследственность титула чешских королей. Также нет никаких свидетельств использование буллы при возведении на трон преемников Пржемысла Отакара I. Кроме того, нет никаких доказательств, что он когда то претендовал на те владения, которые ему были переданы вторым документом.
Император Карл IV, который одновременно был королём Чехии, включил Золотую сицилийскую буллу в число самых ценных привилегий королевства. В 1356 году он издал новую Золотую буллу, которая утвердила привилегии Чешского королевства.
В интервью, данном в 2012 году Денко Чумливски, экспертом Чешского королевского архива в честь 800-летия создания буллы, указал, что после создания Первой Чехословацкой республики возникла необходимость подчеркнуть старые корни вновь созданного государства и его преемственность с Чешским королевством, чему помогала булла. По его мнению, «затем эти вопросы государственного права стали частью государственной идеологии пропаганды, и это продолжается по сей день». С 1988 года булла считается памятником культуры.

## Дальнейшая судьба документов
Неизвестно, каким образом все 3 документа, составляющие Золотую сицилийскую буллу, в 1212 году попали из Базеля в Прагу и они хранились в Пражском граде. Во время Гуситских войн в 1419 году они вместе с королевским архивом были перевезены в замок Карлштейн, а позже в Венский замок, где хранились в ризнице замковой часовни. После заключения договора с Сигизмундом о признании его королём Чехии он вернул архив в Прагу. В 1436 году документы вновь были перевезены в Карлштейн, где оставались до 1619 года, после чего архив вновь возвратили в Пражский град. В 1750 году документы вместе с большей частью чешских королевских архивов были перевезены в Вену. Там они оставались до 1920 года, когда 21 ноября по условиям Сен-Жерменского договора чешский королевский архив не был возвращён в Прагу.
В настоящее время оригиналы трёх документов, составляющих Золотую сицилийскую буллу, хранятся Национальном архиве Чешской республики в Праге в подземном хранилище в фонде «Архив Чешской короны» под номером 2. Документы находятся в достаточно хорошем состоянии. Сама печать представляет собой небольшую полую чашу из сплава золота и серебра с проходящей через неё лентой из красного шёлка, которая, однако, за 800 лет немного выцвела. В отличие от Золотой буллы Карла IV центр чаши не заполнен воском.
Латинский текст буллы был опубликован в 1913 году Г. Фридрихом во втором томе «Codex Diplomatus et epistolaris regni Bohemiae» .
В сентябре 2012 года, в честь 800-летия создания Золотой сицилийской буллы Национальный архив Чехии в течение 4 дней выставлял её на всеобщее обозрение под усиленной охраной.